# Marcílio Dias

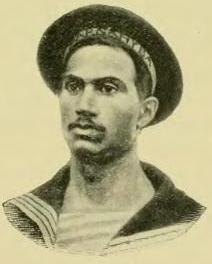
Marcílio Dias.

Marcilio Dias est un quartier de la ville de Porto Alegre, capitale de l'État du Rio Grande do Sul.
Il a été créé par la Loi 2022 du 07/12/1959, avec une partie de son territoire absorbé par les quartiers Humaitá et Farrapos de par la Loi 6218 du 17/10/1988.

## Données générales
- Population (2000) : 598 habitants
  - Hommes : 329
  - Femmes : 269
- Superficie : 124 ha
- Densité : 4,82 hab/ha

## Limites actuelles
Son flanc ouest est délimité par le rio Guaíba. De celui-ci, au niveau de la pointe sud de l'île Île do Humaitá, suivant une ligne fictive de prolongement de la rue Dona Teodora dans le sens ouest-est, jusqu'à l'avenue Voluntários da Pátria ; de celle-ci, dans un sens nord-sud, jusqu'à sa rencontre avec la rue da Conceição ; de cette dernière, contournant le Largo Vespasiano Júlio Veppo, jusqu'à l'avenue Presidente Castelo Branco, puis à l'avenue Mauá, et à la jonction des avenues João Goulart et Loureiro da Silva ; ensuite, suivant une ligne suivant approximativement le prolongement fictif de l'avenue J. Goulart, jusqu'au rio Guaíba.

## Généralités
Ce quartier comporte très peu d'habitations, étant composé essentiellement de la majeure partie du Port de Porto Alegre. C'est donc surtout une zone d'activités économiques, située le long de la voie d'entrée nord de la capitale (BR-290) et de son prolongement qui relient la ville au reste du Sud du Brésil. Sur son territoire se trouve aussi le terminus du train de banlieue qui dessert une partie de la région métropolitaine de Porto Alegre.